# 나카히라 코우

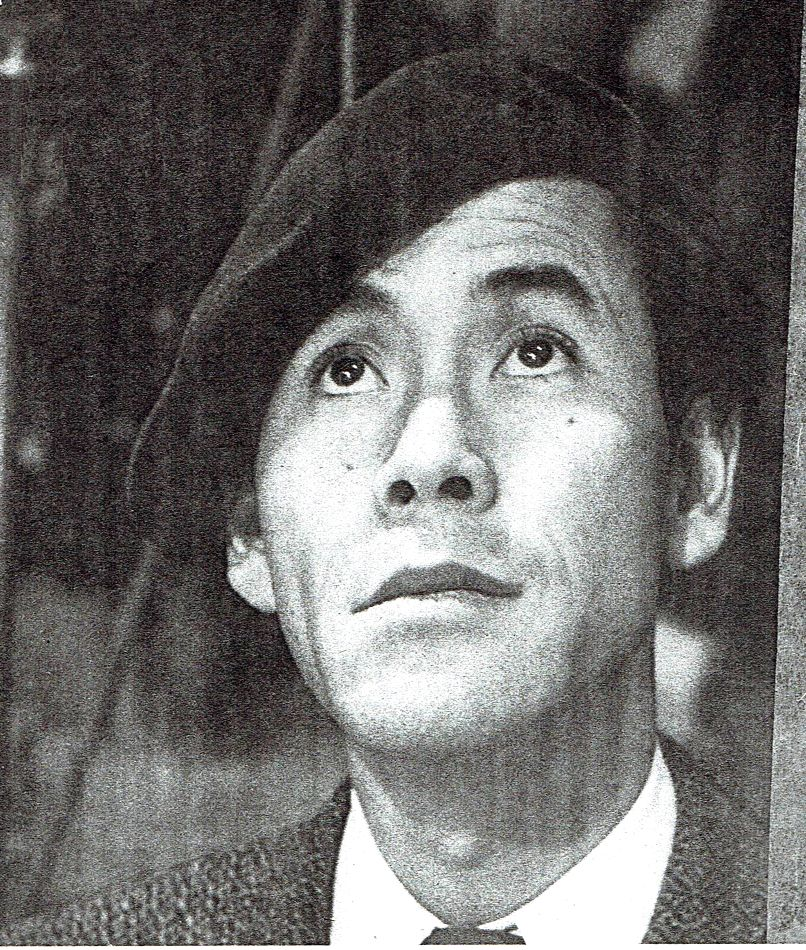

나카히라 코우(일본어: 中平 康, 1926년 1월 3일 ~ 1978년 9월 11일)는 일본의 영화감독이다. 홍콩에서의 이름은 양 스시(楊樹希)로 아버지는 화가 타카하시 토라노스케 딸은 나카히라 마미.
마스무라 야스조, 오카모토 기하치, 이치카와 곤, 沢島忠, 스즈키 세이준 등과 함께 모던파(モダン派)라 불렸다. 영화 기법을 세련되면서도 빠르게 구사하는 기교파 감독으로 알려졌다. 영화를 어디까지나 순수한 시각 예술도 취급해 무엇을 묘사하느냐가 아니고 어떻게 묘사하느냐를 영화의 본질로 보았으며 스타일이나 테크닉으로 그 어떻게를 그려내는게 연출이라는 신조를 가지고 있었다.

## 감독 데뷔 이전
1926년 도쿄시에서 태어났다. 바이올린 연주자였던 어머니가 외동딸이어서 어머니쪽 성인 나카히라를 따랐다. 할머니도 음악학교를 졸업하고 바이올린을 가르치는 등 예술가의 길을 장려하는 분위기속에서 자랐다.
중학생때부터 영화에 열중해서 좋아하는 르네 클레르 감독의 영화를 10번이상 반복해서 본다던가 하는 식으로 파고들었다. 구제 코치고등학교 이과를 졸업해 수험생활 하던 중 잡지 인간희극에 풍자 시나리오를 응모하여 가작에 당선되었다.(제목은 미스터 고에몽) 48년 도쿄 대학 미대에 입학해 영화동아리에서 활동했다. 함께 하던 인물들은 荻昌弘、渡辺祐介、若林栄二郎등이 있다.
48년 대학을 중퇴하고 카와시마 유조를 동경하여 쇼치쿠의 감독모집에 응모한다. 1500명중 8명에 들어가서 입사했다. (함께 입사한 사람들은 스즈키 세이준, 松山善三、斉藤武市、井上和男、生駒千里、今井雄五郎、有本正) 카와시마 외에도 佐々木康、木下惠介、大庭秀雄、原研吉、渋谷実, 구로사와 아키라 등의 조감독을 맡았다. 베레모를 주머니에 꼽고 작업복을 세련되게 차려입었지만 주머니에 이런저런 도구들을 찔러넣은 채 촬영장을 뛰어다니는 그의 모습은 주위의 이목을 끌었다. 베레모는 그의 한평생 트레이드마크였다.
조감독을 하면서 쿠로사와나 카와시마 감독의 눈에 들었다. 당시 조감독은 후배들을 지도하고 각본 공부하는 것이 보통이었는데 나카히라는 편집 기술까지 익혀놓아야 한다고 주장하는 등 영화 기술에 대한 집착을 보였다. 카와시마 감독의 영화 真実一路의 제1 조감독으로 예고편을 찍을 때 그것을 본 篠田正浩와 高橋治가 나카히라의 재능에 경악했다는 일화가 있다.
하루빨리 자기 영화를 찍고싶어했던 그는 54년 영화제작을 다시 시작한 닛카쓰로 이적했다. 닛카츠에서 신도 가네토, 田坂具隆、西河克己、滝沢英輔、山村聡 등의 조감독을 지냈다.

## 감독 입봉 이후
56년 프로듀서 水の江滝子가 그를 좋게 보아 조감독 신분으로 영화 狙われた男를 감독하게 해주었다. 긴자의 뒷골목을 통채로 오픈세트로 사용할 수 있어서 팬 포커스를 구사할 수 있었던 영화로 신인답지 않은 중편 스릴러였다. 이 영화는 미친 과실 개봉 이후에 개봉되어서 미친 과실이 데뷔작으로 잘못 알려진 경우가 많다. 여기서 이미 타협을 거부하는 잔소리형 감독으로 알려지기 시작했다.
古川卓己의 영화 태양의 계절이 히트하자 17일만에 촬영한 두번째 영화 미친 과실은 빠른 템포, 참신한 커팅, 센세이셔널한 소재 등으로 프랑수아 트뤼포와 누벨 바그 작가들의 찬사를 받았다. 신인이던 주인공 이시하라 유지로가 스타덤에 올랐다.
르네 클레르, 빌리 와일더 등에 심취했으며 곧 함께 언급되던 모던파 감독들인 오카모토 기하치, 마스무라 야스조 등을 압도하기 시작했다. 서스펜스부터 미스터리까지 장르와 스타일을 가리지 않고 역량을 발휘했다.
59년 이집트 합작영화인 アラブの嵐을 감독한다. 처음엔 통역이 있었지만 곧 통역없이 촬영을 해나갔다. 나카히라는 '희노애락이야 어디나 같으므로 말은 안통해도 뜻은 통한다'고 말했다.
60년 学生野郎と娘たち는 주인공을 한명으로 한정하지 않고 여러 인물을 동등하게 묘사하려는 나카히라 스타일의 군상을 잘 묘사한 작품이었다. 하지만 스스로 '오버 심각 반대파'(反・荘重深刻派) '일본 무한 경박파'(日本軽佻浮薄派)라 부르던 그의 가벼운 스타일은 일본영화계에서는 이단이었다. 주제와 소재의 무거움 대신 세련되고 테크닉 위주의 묘사를 택했지만 정작 당시의 영화관객들에게 이해받은 것은 아니었다.
에세이와 영화 평론쪽에도 솜씨를 보여 사회파 영화가 영화상을 독식하거나 베스트 10에 기계적으로 포함되는 것을 엄하게 비판했다. 영화를 원작이나 소재로 평론해선 안되며 그것을 어떻게 영상에 투영하느냐가 중요하다고 반복해 강조했다. 그의 직설적 화법때문에 영화평론가들을 적으로 돌리는 경우도 꽤 있었다.
이 시기 닛카츠의 스타시스템도 정착하여 스타중심의 영화제작이 성행했지만 '그래도 영화우선'이라는 자세를 놓지 않았다. 요시나가 사유리가 훗날 '최고로 무서운 감독이었다'라고 말할 정도로 엄격한 연출을 지향했다.
地図のない町는 수없이 각본을 고쳐가며 스스로 기획한 영화였지만 회사가 이시하라 유지로의 이미지 손상을 우려해 그를 주연으로 기용하지 못하고 葉山良二를 주연으로 하여 촬영했다. 이시하라와는 스크루블 코메디인 あした晴れるか와 나카히라 최대의 히트작인 あいつと私를 찍었다. 63년에는 찍은 泥だらけの純情는 한국에서 맨발의 청춘으로 리메이크되었다.
64년에는 카가 마리코가 주연한 『月曜日のユカ』,『猟人日記』(戸川昌子 원작), 『砂の上の植物群』(吉行淳之介 원작) 등 일련의 작품을 빠르게 찍어내는 등 이색작, 실험작에도 재능을 보였다. 하지만 그의 영화는 항상 시대를 앞선 느낌이 있어서인지 상과는 인연이 없었다. '앨프리드 히치콕도 상은 별로 못받았다'고 주변에 말하기도 했었다. 그 즈음 동년배인 오카모토, 마스무라 뿐 아니라 닛카츠에서 함께 작업하는 이마무라 쇼헤이나 浦山桐郎 등이 명성을 얻어가는 것에 비해 자신은 소외된다고 느껴 생활도 망가지고 촬영장에서 술을 마시는 등 좌절도 있었다.
65년 小林旭의 도박사 시리즈의 감독을 맡는다. 원 시리즈는 애수의 분위기와 감정적인 요소가 상당히 많았는데 黒い賭博師에선 다 빼버리고 모던한 터치로 노선을 바꾸었다. 다음편 黒い賭博師 悪魔の左手에서는 지나칠 정도로 황당한 영화테크닉을 쓰는 등 결국 도박사 시리즈 자체가 끝나버리게 된다.
67년 홍콩의 쇼브라더스의 초청으로 자신의 영화 『野郎に国境はない』、『狂った果実』、『猟人日記』를 스스로 리메이크하고 飛天女郎을 감독한다. 일본과 홍콩을 오가며 영화를 찍는데 촬영장에서 술마시는 행동도 계속되어 ザ・スパイダースの大進撃 이후 결국 닛카츠와의 관계가 끝난다.
나카히라는 닛카츠의 호리 사장과 영화제작 관련해서 의견이 달라 다투었고 이후 토호와 토에이 등 경쟁사 사장들에게 영화 일을 맡겨달라고 말했다. 하지만 그들은 업계 관행에 어긋난다고 그것을 거부했고 호리 사장이 나카히라에게 '노예같은 행동은 그만하라'는 말까지 했다. 나카히라는 자신과 더 이상 맞지 않는다고 판단한 것이다.

## 독립 프로덕션 시대
71년 나카히라 프로덕션을 설립했다. 闇の中の魑魅魍魎를 오랜시간 함께해왔던 신도 가네토의 각본으로 찍었고 이것이 칸 영화제 경쟁부문에 진출했다. 하지만 일본내에서 국가당 1편을 내보내기로 협의가 되어있었는데 오시마 나기사의 작품까지 두편이 출품되어서 문제가 되었다. 결과적으로 나카히라는 수상하지 못했다.
72년에는 『混血児リカ』를 다음해엔『混血児リカ ひとりゆくさすらい旅』라는 후속편까지 스케반을 다룬 학원 액션물을 찍었고 74년에는 한국의 신필름 초청으로 자신의 紅の翼을 리메이크한 청춘불시착을 감독했다.
76년 프랑스 올로케로 만든 『変奏曲』은 세계 최초로 골든섹션 사이즈(1:1.618)를 채택한 영화였다. 하지만 영화가 성공하지 못해 여러 가지 문제가 남았다.
이후 술과 수면제를 혼용하는 등 악재가 계속되어 건강이 나빠졌다. 이후 영화계에서 좀 떨어져 TV용 드라마를 만든다거나 하면서 좀 쉬었다. 이중 하나는 나카히라가 좋아했던 코넬 울리치 원작이었다.
위암 말기로 판명되었으나 본인에게는 그것이 제대로 알려지지 않았던 것인지 링거를 꼽은 채로 촬영한 TV 드라마 土曜ワイド劇場 涙・暗くなるまで待って가 유작으로 남았다. 이것은 오드리 헵번이 출연한 서스펜스물의 리메이크 작품이었다. 이것은 그의 재능을 끝까지 믿어준 水の江滝子가 그에게 주었던 일거리였다. 만년에는 하오의 연정같은 영화를 만들고 싶다거나 윌리엄 서머싯 몸의 달과 육펜스, 슈테판 츠바이크의 오노레 드 발자크 평전을 영화화하고싶어했다.
78년 52세로 사망했다. 딸인 나카히라 마미가 쓴 평전과 평론가 田山力哉가 쓴 평전이 있다.

## 영화 목록
- 『狙われた男』（1956年）
- 미친 과실『狂った果実』（1956年）
- 여름의 폭풍우『夏の嵐』（1956年）
- 우유배달부 프랑키『牛乳屋フランキー』（1956年）
- 『街燈』（1957年）
- 죽인 것은 누구인가『殺したのは誰だ』（1957年）
- 『誘惑』（1957年）
- 흔들리는 미덕『美徳のよろめき』（1957年）
- 사계의 애욕『四季の愛欲』（1958年）
- 붉은 날개『紅の翼』（1958年）
- 『才女気質』（1959年）
- 『その壁を砕け』（1959年）
- 밀회『密会』（1959年）
- 학생 녀석과 아가씨들『学生野郎と娘たち』（1960年）
- 『地図のない町』（1960年）
- 『あした晴れるか』（1960年）
- 그 녀석과 나『あいつと私』（1961年）
- 『アラブの嵐 』（1961年）
- 『当りや大将』（1962年）
- 『若くて悪くて凄いこいつら』（1962年）
- 위험한 일은 돈이 된다『危いことなら銭になる』（1962年）
- 진흙투성이의 순정『泥だらけの純情』（1963年）
- 『俺の背中に陽が当る』（1963年）
- 『現代っ子』（1963年）
- 빛나는 바다『光る海』（1963年）
- 월요일의 유카『月曜日のユカ』（1964年）
- 『猟人日記』（1964年）
- 모래 위의 식물군『砂の上の植物群』（1964年）
- 소용돌이 『おんなの渦と渕と流れ』（1964年）
- 『現代悪党仁義』（1965年）
- 『黒い賭博師』（1965年）
- 『野郎に国境はない』（1965年）
- 결혼상담『結婚相談』（1965年）
- 『黒い賭博師 悪魔の左手』（1966年）
- 『赤いグラス』（1966年）
- 『特警009』（1967年）…香港ショウ・ブラザーズ
- 『喜劇 大風呂敷』（1967年）
- 『青春太郎』（1967年）
- 『飛天女郎』（1967年）…香港ショウ・ブラザーズ
- 『ザ・スパイダースの大進撃』（1968年）
- 『狂恋詩』 （1968年）…香港ショウ・ブラザーズ
- 『猟人』（1968年）…香港ショウ・ブラザーズ
- 『栄光への反逆』（1970年）
- 『闇の中の魑魅魍魎』（1971年）
- 『混血児リカ』（1972年）
- 『混血児リカ ひとりゆくさすらい旅』（1973年）
- 『青春不時着』（1974年）…韓国申フィルム
- 『変奏曲』（1976年）